# На графських руїнах
«На графських руїнах» — радянський художній фільм 1958 року, знятий за мотивами однойменної повісті Аркадія Гайдара. Прем'єра відбулася 24 березня 1958 року. Зйомки проходили на території ярополецької садиби Гончарових-Загряжських.

## Сюжет
Під час Громадянської війни хлопчик Дергач втратив своїх батьків і потрапив під вплив бандитів, які шукають скарб, захований в руїнах маєтку, що належав батькові одного з них. Хлопчик, разом зі своїми друзями-ровесниками Яшкою і Валькою, протистоять бандитам, врешті-решт допомагаючи чекістам їх знешкодити.

## У ролях
- Володимир Сошальський —  Граф
- Борис Новиков —  Хрящ, бандит
- Георгій Гумільовський —  Нефьодич, Максим Нефедович Бабушкін, батько Яшки
- Інна Федорова —  мати Яшки
- Анатолій Новиков —  Дергач, Мітька Йолкін, безпритульний
- Валентин Єрофєєв —  Яшка
- Сеня Морозов —  Валька
- Володимир Трошин —  боєць ЧОП, гармоніст-співак в вагоні-теплушці
- Геннадій Сергєєв —  виконавець куплетів про «нальотчиків»
- Єлизавета Кузюріна —  сусідка Бабушкіних, господиня курей
- Є. Федоренко — епізод
- Євгенія Лижина — епізод
- І. Кедо — епізод
- А. Новиков — епізод
- Вадим Гусєв — епізод
- Надія Єфімова —  торговка
- Валерій Пушкарьов —  бородатий чоловік
- Антоніна Богданова — епізод

## Знімальна група
- Сценарій —  Ігор Болгарин,  Володимир Скуйбін
- Постановка —  Володимир Скуйбін
- Оператор —  Петро Сатуновський
- Художник —  Леонід Чібісов
- Звукооператор — Інна Зеленцова
- Композитор —  Михайло Меєрович
- Текст пісень —  Євген Євтушенко
- Художній керівник —  Абрам Роом

На початку фільму звучить «Пісня солдата» у виконанні  Володимира Трошина.